# Engelbert Strauss
Engelbert Strauss GmbH & Co. KG, med säte i Biebergemünd i närheten av Frankfurt am Main, är ett tyskt märkestillverknings-, postorder- och detaljistföretag inom arbetskläder, skor och personlig skyddsutrustning.
Familjeföretaget leds av den tredje och fjärde generationen tillsammans. Engelberts son Norbert Strauss och dennes båda söner Steffen och Henning Strauss arbetar som VD. Företaget har 1 200 medarbetare.

## Historia
Det hela började med att August Strauss och hans två söner, däribland Engelbert (1908–), reste runt i Tyskland och handlade med kvastar och borstar som hade tillverkats i Spessart. Omkring 1948 fortsatte Engelbert Strauss familjens handelstradition och grundade det företaget som bär efternamnet. Han utökade sortimentet med arbetsskyddsartiklar. De första produkterna var handskar som fortfarande spelar en central roll i företagets sortiment.
På 1960-talet gick man över till postorder, och 1973 startade katalogförsäljningen. Med tiden tillkom även klädesplagg och skor.
En ny logistikbyggnad, 40 000 m² stor, uppfördes 1994 i Biebergemünd. Den utökades 2000 och fördubblades 2005. Under 2008 expanderade företaget återigen.
Inom ramen för expansionen 1996 öppnade Engelbert strauss det första dotterbolaget i Linz, i Österrike. Efter grundandet av det andra dotterbolaget i England 2002 etablerade man sig i Nederländerna, Belgien, Schweiz, Tjeckien, Sverige och Danmark.

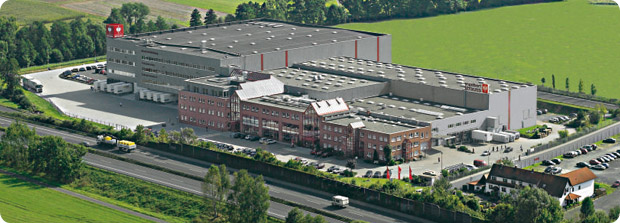
engelbert strauss Biebergemünd

På företagets område i Biebergemünd byggde man 2015 den nya flaggskeppsbutiken med en yta på cirka 50 000 km2 liksom ett campus med många kontors- och utbildningslokaler.

## Verksamhet
Sortimentet består till största delen av arbetskläder, varselplagg, yrkesskor, handskar och annan personlig skyddsutrustning, produkter för industribehov, verktyg och kontorsartiklar.
Företaget har fyra egna specialbutiker, så  kallade workwearstores. Företaget bedriver också e-handel via sin webbplats.

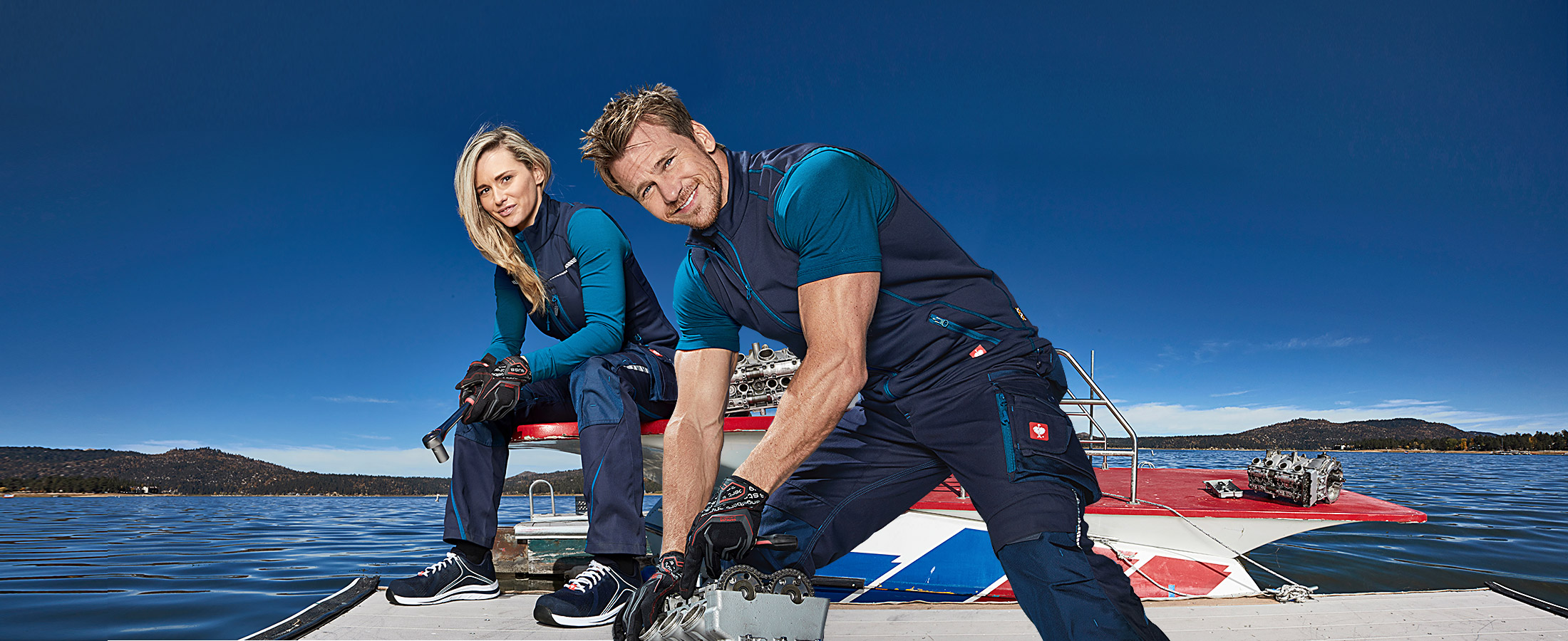
engelbert strauss arbetskläder

Tillverkningen sker idag i 27 länder i Europa, Asien och Afrika. Merparten av produkterna tillverkas i partnerföretag i Asien. En del av dessa bedriver tillverkning åt Engelbert Strauss enbart.
Sedan 2013 är företaget en bluesign® systempartner och stödjer initiativet Cotton made in Africa.

### Sponsring
Sedan 2010 är engelbert strauss ligapartner till det tyska fotbollslandslaget, även ÖFB-cup-partner. Företaget är också sedan 2012 officiell partner till den tyska DFB-pokalen, och reklampartner till Österrikes fotbollslandslag. Sedan 2014 sponsrar företaget EHF i handbolls-EM, och är presenterande partner till Champions Hockey League. 2015 blev engelbert strauss också sponsor till den schweiziska superligan.

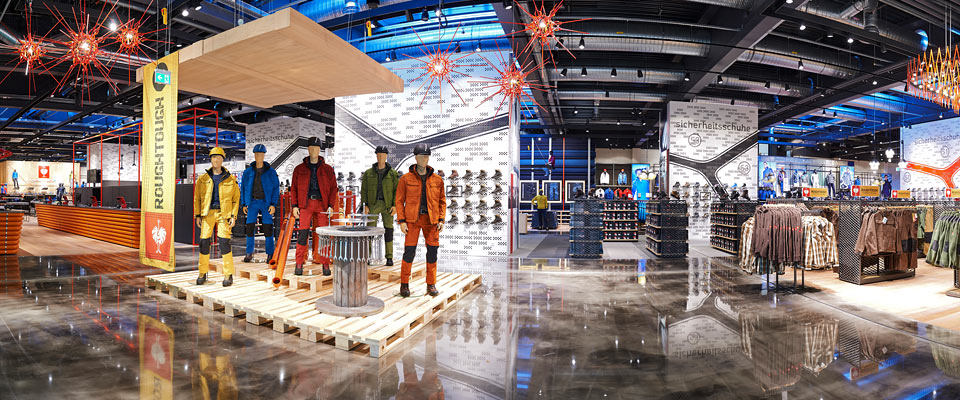
engelbert strauss workwearstore

Hantverkarna i det TV-sända byggprogrammet ”Zuhause im Glück“ i Tyskland har utrustats av engelbert strauss sedan 2005.
Dessutom var företaget presenterande partner till Fyrbacksturneringen mellan 2012 och 2014, samt sponsor till FIM Superbike World Championship, 2012-2013.

## Utmärkelser
engelbert strauss tilldelades utmärkelsen ”Top Nationaler Arbeitgeber 2017“ i kategorin ”Kläder, skor och sportutrustning“ bland medelstora företag i Tyskland. Dessutom har företaget för andra gången erhållit ett pris som ”Populäraste familjeföretag“. engelbert strauss räknas därmed till de mest populära familjeföretagen i Tyskland.
2015 fick företaget det tyska logistikpriset, 2016 det europeiska logistikpriset.